# La Sportiva
La Sportiva byla založena v roce 1928 Narcisem Delladiem v Itálii. Ten začal své podnikání tím, že vyráběl boty a dřeváky pro farmáře a dřevorubce. Za druhé světové války pomohl italským vojákům tím, že jim poskytl horolezecké boty vlastní výroby. V roce 1950 začal vyrábět lyžařské boty a představil značku La Sportiva.
Dnes je La Sportiva populární značka obuvi pro horolezectví, lezení a lyžování. Produkty společnosti jsou široce rozšířeny v Evropě a Severní Americe.
Sponzorují sportovce v celé řadě sportů, včetně horského běhu, skalního lezení, lezení v ledu, vysokohorského lezení a lyžování. Mezi těmito sportovci získali značnou pozornost Tommy Caldwell a Kevin Jorgeson, kteří udělali první volný výstup cesty Dawn Wall v Yosemitech v Kalifornii. La Sportiva již dříve spolupracovala s Caldwellem ve vývoji horolezeckých bot TC Pro, což byla bota, kterou Caldwell používal při tomto výstupu na Dawn Wall.